# Phil Taylor
Philip John Taylor (n. 21 septembrie 1954, Chesterfield, Anglia, Regatul Unit – d. 11 noiembrie 2015, Londra, Regatul Unit), cunoscut sub numele de scenă „Philthy Animal”, a fost un baterist englez. A fost membru al formației Motörhead între 1975 și 1984, respectiv între 1987 și 1992, înregistrând în total 11 albume de studio și patru albume live. A fost unul dintre membrii originali ai formației alături de  Lemmy Kilmister și „Fast Eddie” Clarke.

## Biografie
Născut pe 21 septembrie 1954, în Hasland⁠(d), Derbyshire, Taylor a copilărit în Leeds, Yorkshire. A urmat cursuri de tobe în cadrul Leeds College of Music⁠(d) la sfatul tatălui său. După ce l-a întâlnit pe Lemmy, acesta a devenit membru Motörhead și l-a înlocuit pe Lucas Fox⁠(d) în timpul înregistrării primului album al formației, On Parole⁠(d), în 1975. Lemmy a susținut în autobiografia sa că l-a ales pe Taylor, deoarece „avea mașină și mă putea duce la studio, acesta fiind situat la aproximativ 200 de mile de Londra”. Taylor i-a făcut cunoștință lui Lemmy cu chitaristului „Fast” Eddie Clarke.
La scurt timp după înregistrarea albumului clasic Ace of Spades în 1980, Taylor și-a fracturat gâtul, însă a continuat să cânte în Motörhead cu ajutorul unui guler cervical. Ca urmare a incidentului, Taylor a avut un nodul proeminent pe ceafa, considerat a fi un depozit de calciu cauzat de traumatismul suferit. Acesta mai suferise în trecut o fractură la nivelul mâinii după un conflict fizic cu un bărbat. De această dată, și-a legat bețele⁠(d) cu bandă adezivă⁠(d) și a continuat să cânte.
Taylor a părăsit Motörhead în 1984. În anul următor, a cântat concerte alături de Waysted⁠(d) și împreună cu fostul chitarist Motörhead și Thin Lizzy, Brian Robertson⁠(d), a înființat formația Operator. În 1986, a luat parte la turneul formației lui Frankie Miller⁠(d).
A revenit în Motörhead în 1987. Ulterior, acesta a declart că „întotdeauna am regretat că am părăsit formația. Să spunem că mi-am luat o vacanță de trei ani.” A continuat să cânte până în 1992. După numeroase neînțelegeri cauzate de problemele sale cu drogurile, acesta a fost concediat  dupăînregistrarea melodiei „I Ain't No Nice Guy”.
Din 2005 până în 2008, Taylor a cântat în formația The Web of Spider împreună cu Whitey Kirst (Iggy Pop) la chitară și Max Noce la bas. În 2007, A lucrat pentru scurt timp la un proiect numit Capricorn cu fostul chitarist din Danzig⁠(d) (Todd Youth⁠(d)), fostul chitarist Monster Magnet (Phil Caivano) și fostul basist din Nashville Pussy (Corey Parks). De asemenea, a lucrat împreună cu chitaristul Chris Holmes, fost membru al formației de heavy metal W.A.S.P., iar în 2009 s-a alăturat formației americane Overkill pentru un concert la Academy Islington.
A cântat la baterie pentru Mick Farren⁠(d) și The Deviants⁠(d), fiind prezent pe albumele Dr. Crow (2002), Sheep in Wolves' Clothing (2008), și Portobello Shuffle (2009).
Taylor s-a reunit cu Lemmy și Clarke pe 6 noiembrie 2014 la National Indoor Arena din Birmingham⁠(d) pentru clasicul „Ace of Spades”, însă a salutat publicul și a părăsit scena fără să cânte.

## Moartea
Taylor a murit pe 12 noiembrie 2015 în Londra la vârsta de 61 de ani. Cauza morții a fost Insuficiență hepatică.
Lemmy a murit pe 28 decembrie 2015, la mai puțin de șapte săptămâni după Taylor. Pe 10 ianuarie 2018, „Fast Eddie” Clarke a încetat din viață. Acesta a fost ultimul membru al componenței originale a formației Mötorhead.

## Discografie

### Motörhead
- On Parole (înregistrat 1975–76, lansat în 1979)
- Motörhead (1977)
- Overkill (1979)
- Bomber (1979)
- Ace of Spades (1980)
- No Sleep 'til Hammersmith (1981)
- Iron Fist (1982)
- Another Perfect Day (1983)
- Rock 'n' Roll (1987)
- Nö Sleep at All (1988)
- 1916 (1991)
- March ör Die (1992) –  doar „I Ain't No Nice Guy”

### Alte înregistrări
- The Muggers Tapes
- Naughty Old Santa's Christmas Classics (1989)
- GMT One By One (1989)
- GMT War Games
- The Deviants Have Left the Planet
- Sheep in Wolves' Clothing
- Philthy Lies – Albumul Little Villains, lansat postum prin Heavy Psyche Sounds Records (2019)[22][23][24]
- Taylor Made – Albumul Little Villains, lansat postum prin Cleopatra Records (2020)[25]